# لوماس دل میرادور
لوماس دل میرادور (به اسپانیایی: Lomas del Mirador) شهری در کشور آرژانتین، استان بوئنوس آیرس است که در سال ۲۰۰۹ میلادی، حدود ۵۱٬۴۸۸ نفر جمعیت داشته است.